# Allan Nairn

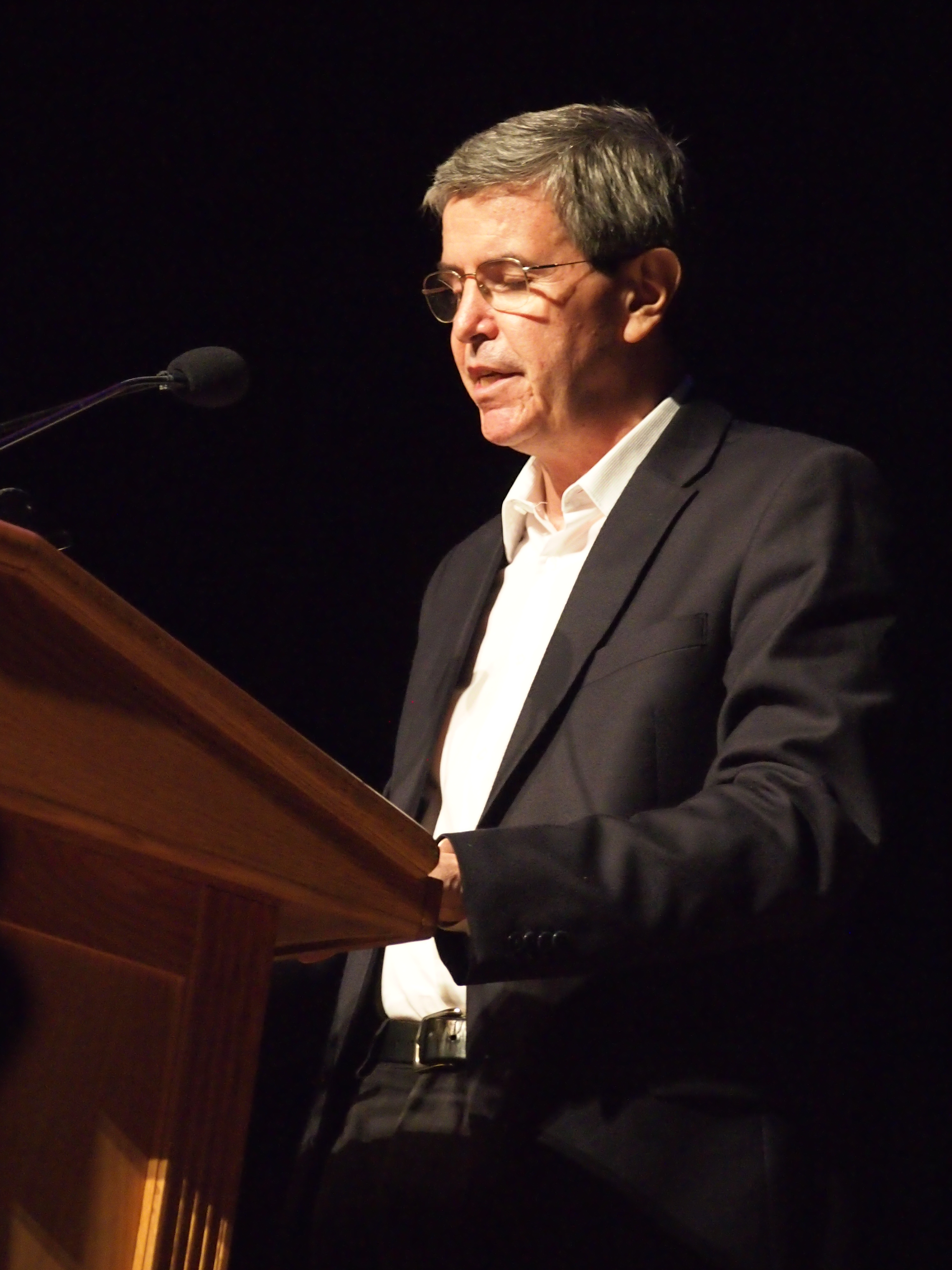
Allan Nairn

Allan Nairn (* 1956 in Mobile in Alabama) ist ein US-amerikanischer Investigativjournalist. Bekannt wurde er durch seine Inhaftierung durch indonesisches Militär während einer Reportage auf Osttimor. Seine schriftlichen Arbeiten konzentrieren sich auf die US-Außenpolitik in Ländern wie Haiti, Indonesien und Osttimor.
Nairn bekam während seiner Zeit auf der Sekundarschule einen Job bei Ralph Nader, für den er sechs Jahre lang arbeitete.
1980 besuchte er Guatemala mitten in einer gegen Studenten gerichteten Serie von Anschlägen. Nairn interviewte Vertreter von US-Konzernen, die die Aktionen der Todesschwadronen billigten. Daraufhin entschied er sich, weitere Ermittlungen über die Todesschwadronen in Guatemala und El Salvador aufzunehmen.
In der Folgezeit widmete sich Nairn den Entwicklungen in Osttimor, wo er an der Gründung des East Timor and Indonesia Action Network (ETAN) beteiligt war. Ziel der Gruppe war es, die Unabhängigkeitsbewegung in Osttimor international bekannt zu machen.
Nairn und seine Kollegen Amy Goodman  und Max Stahl wurden 1991 Zeugen des Santa-Cruz-Massakers an timoresischen Demonstranten durch indonesisches Militär. Bei diesem Vorfall wurden 271 Menschen getötet und 382 Menschen verletzt. Nairn selbst erlitt hierbei durch einen Schlag mit einem Gewehrkolben im Gedränge eine Schädelfraktur. Nairn wurde von den dortigen Behörden zu einer Bedrohung der nationalen Sicherheit erklärt und des Landes verwiesen. Kurze Zeit später kehrte er jedoch illegal nach Osttimor zurück.
Seine späteren Berichte trugen dazu bei, den US-Kongress 1993 zur Einstellung der Militärhilfe an Indonesien zu bewegen. In einer Depesche vom 30. März 1998 deckte Nairn die Tatsache auf, dass das US-Militär die Ausbildung der an Folterungen und Tötungen von Zivilisten beteiligten indonesischen Truppen weiter betrieb.
1999 wurde Nairn kurzzeitig von der indonesischen Armee inhaftiert.
In einem 1994 in "The Nation" veröffentlichten Artikel legte Nairn die Verwicklungen der US-Regierung in die Gründung und Finanzierung der paramilitärischen Einheit FRAPH in Haiti offen.